# Publio Cordón Munilla
Publio Cordón Munilla (Villar de Maya, Soria, 7 de febrer de 1935-probablement 11, 12 o 13 de juliol de 1995) va ser un empresari espanyol, segrestat pels GRAPO en 1995 i presumptament mort en intentar escapar.

## Segrest
Publio Cordón, al moment del segrest, presidia Previasa i el Grup Hospitalari Quirón. Va ser capturat, com a objectiu suplent, el 27 de juny de 1995 a la sortida del seu habitatge de Saragossa quan anava a fer exercici pels voltants del Canal Imperial.
Després de pagar el rescat sol·licitat (400 milions de pessetes) el 17 d'agost a París, Enrique Cuadra Echeandía, integrant de GRAPO, va informar a la família que Cordón seria alliberat aquest dia, però l'alliberament no es va produir. Gairebé un mes després, el 12 de setembre, es va dir que seria alliberat dins dels tres dies següents, però tampoc va ocórrer. En 1996 el Govern espanyol va mantenir contactes amb membres del grup armat, que finalment van fracassar al no aclarir aquests el succeït en aquest segrest.
En 2000 fou detingut Fernando Silva Sande, responsable dels comandos del GRAPO, que posteriorment va ser condemnat pel segrest, i que va declarar que Publio Cordón va morir abans del pagament del rescat en intentar escapolir-se i caure per la finestra de la casa on el retenien, i que van enterrar el seu cadàver a la muntanya. Segons les seves paraules, aquesta casa estava a la zona del Ventor (Provença), on entre 2008 i 2009 la Guàrdia Civil va buscar el cadàver sense resultats, però posteriorment es va poder demostrar que aquesta no era la ubicació.
El gener de 2005 el Tribunal Suprem d'Espanya va concedir la pensió de viduïtat a la dona de Cordón, Pilar Muro, qui, abrigallada per la resta de la família, va prendre el relleu en la direcció del grup Quirón, i ja en 2012, el Jutjat de Primera Instància número 12 de Saragossa va emetre una ordre per la qual es declarava a Publio legalment mort.
Al juliol de 2012 es van realitzar noves detencions relacionades amb el cas i es va aconseguir identificar la casa de la ciutat francesa de Bron, al costat de Lió, on hi havia estat segrestat Publio. En un armari-zulo es van trobar restes d'ADN de l'empresari i marques amb les quals havia anat registrant els dies transcorreguts, fins a un total de quinze, per la qual cosa s'assumeix que va morir en el 15è. o 16è. dia del segrest, entre l'11 i el 13 de juliol. El cadàver encara no ha estat trobat.